# Ioan Pop

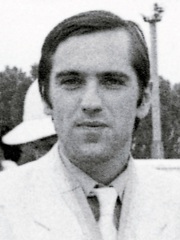
Ioan Pop

Ioan Pop (ungarisch János Pap; * 24. Oktober 1954 in Cluj-Napoca) ist ein ehemaliger rumänischer Fechter und heutiger Sportfunktionär.

## Sportlicher Werdegang
Ioan Pop begann im Alter von elf Jahren in seinem Heimatort Cluj mit dem Fechtsport. Zwei Jahre später wurde er rumänischer Meister in seiner Altersklasse. Im Alter von 17 Jahren wurde er Mitglied des rumänischen Fecht-Nationalteams, dem er bis 1986 angehörte, und wechselte 1973 zum Hauptstadtverein Steaua Bukarest. Dreimal nahm er an Olympischen Spielen teil. 1976 errang er mit der Mannschaft (Dan Irimiciuc, Marin Mustață, Corneliu Marin und Alexandru Nilca) in Montreal die Bronzemedaille. Bei seiner nächsten Teilnahme 1980 in Moskau belegte er mit der Mannschaft den fünften Platz. Vier Jahre später, 1984 in Los Angeles gewann er gemeinsam mit Mustață, Alexandru Chiculiță, Marin und Vilmoș Szabo seine zweite Bronzemedaille.
Auch bei Fechtweltmeisterschaften konnte Pop mehrfach mit der Mannschaft der Säbelfechter Medaillen gewinnen. Zweimal wurde er Vize-Weltmeister mit der Mannschaft, 1974 mit Dan Irimiciuc, Corneliu Marin und Alexandru Nilca, sowie 1977 mit Irimiciuc, Marin und Nilca. 1975 belegte die rumänische Säbel-Mannschaft mit Irimiciuc, Marin, Pop und Mihai Frunza den dritten WM-Rang.

## Berufliches
1973 machte Pop seinen Schulabschluss und studierte an der Babeș-Bolyai-Universität Cluj. Anschließend machte er eine Ausbildung an der nationalen Fechtschule Rumäniens in Bukarest. Nachdem er seine aktive Sportkarriere beendet hatte, begann er, als Trainer zu arbeiten. 1990 wurde er zum Generalsekretär des rumänischen Fechtverbandes Federația Română de Scrimă (FRS) gewählt. 1994 wurde er Nationaltrainer in Tunesien und brachte unter anderem den Fechter Henda Zaouali auf Weltklasseniveau. Seit 1997 ist Ioan Pop internationaler Sportdirektor des Weltfechtverbandes Fédération Internationale d’Escrime (FIE).
In Rumänien wurde Ioan Pop vielfach geehrt, so mit den Titeln „Master Emeritus of Sports“ and „Coach Emeritus“, und ist Mitglied der Hall of Fame des Weltfechtverbandes FIE.